# Haliotis discus
Haliotis discus là một loài ốc biển, là động vật thân mềm chân bụng sống ở biển thuộc họ Haliotidae, the abalones.

## Phân bố
H. discus is đặc hữu của the waters off Nhật Bản and miền đông châu Á.

## Hình ảnh

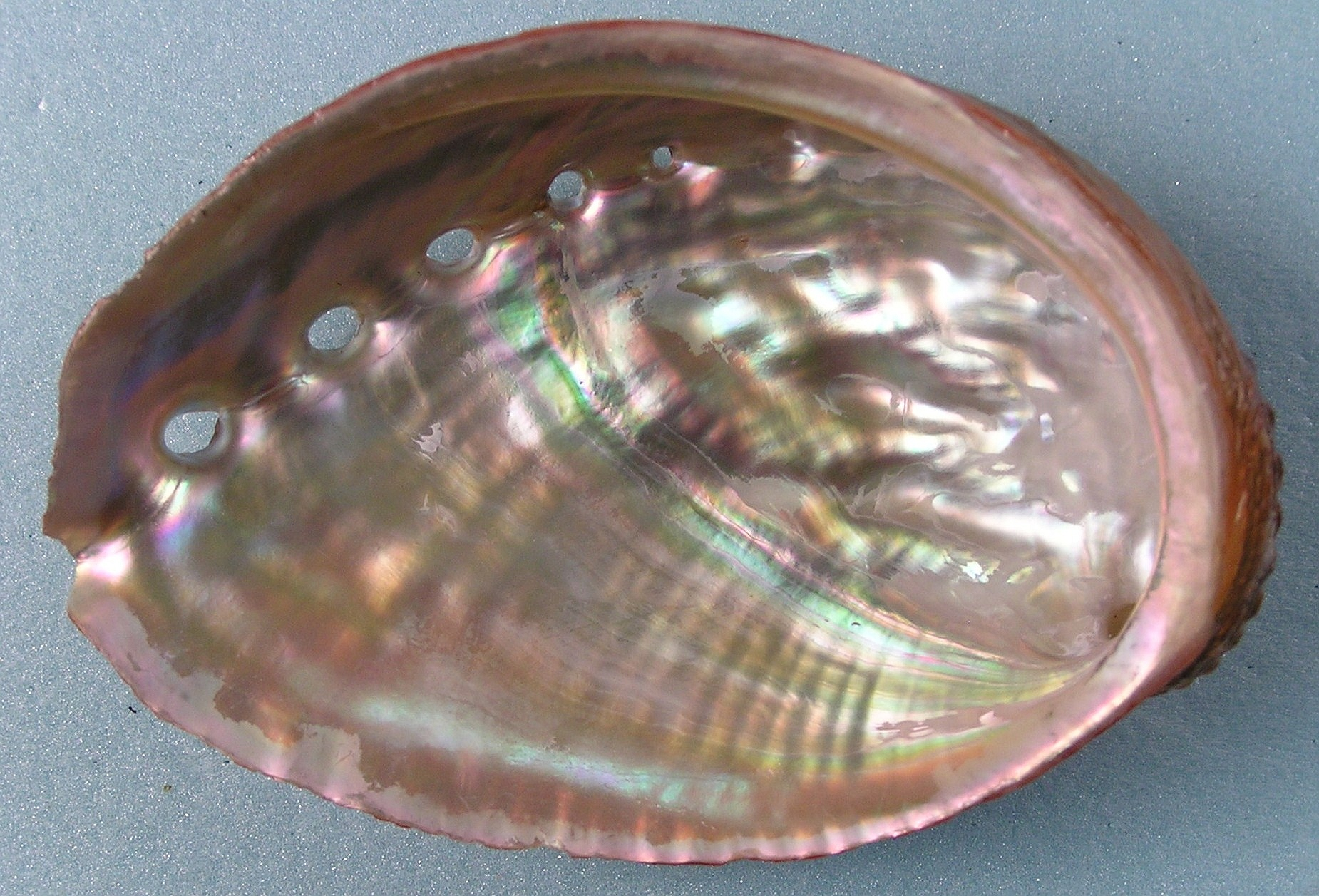
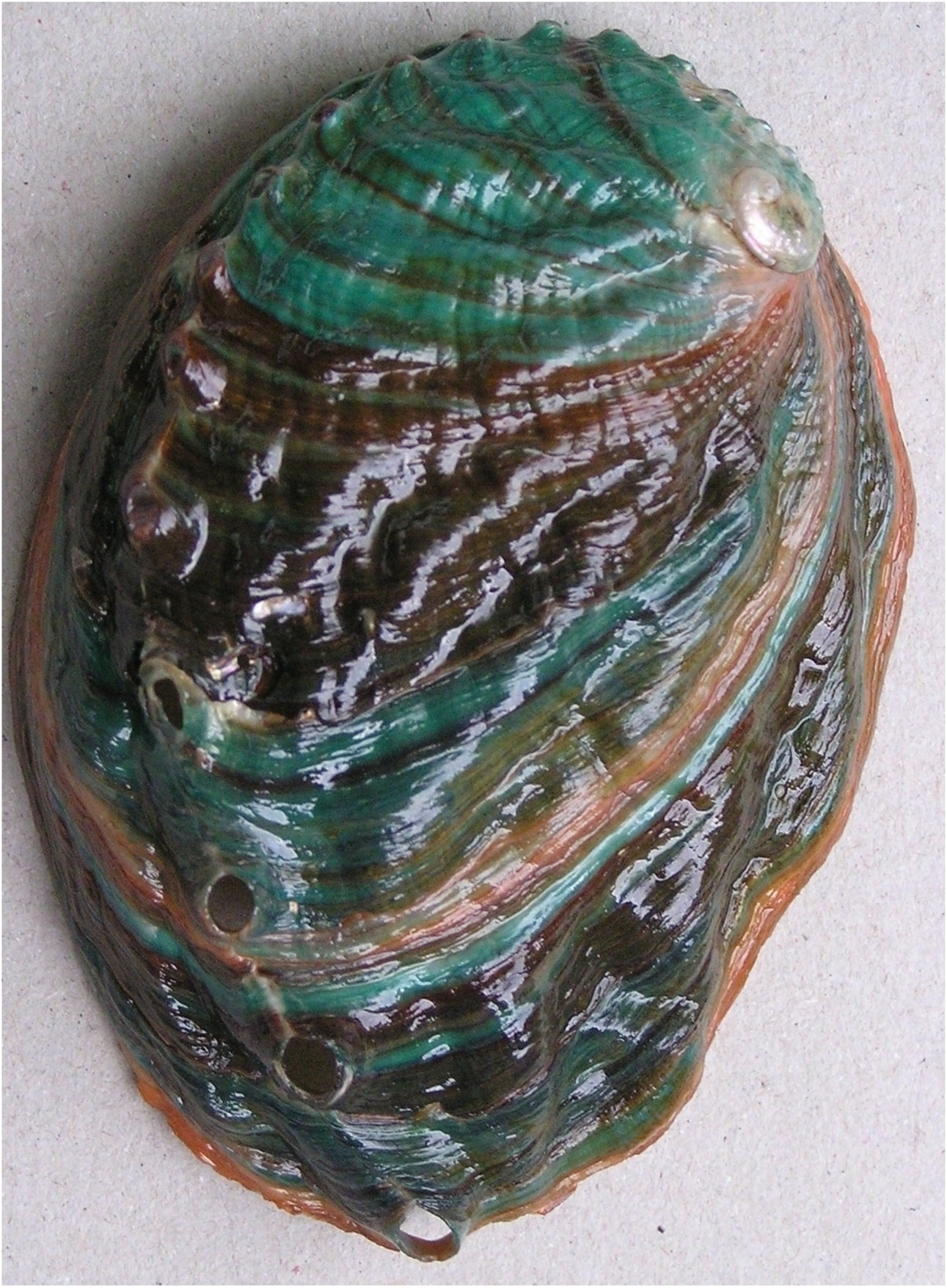
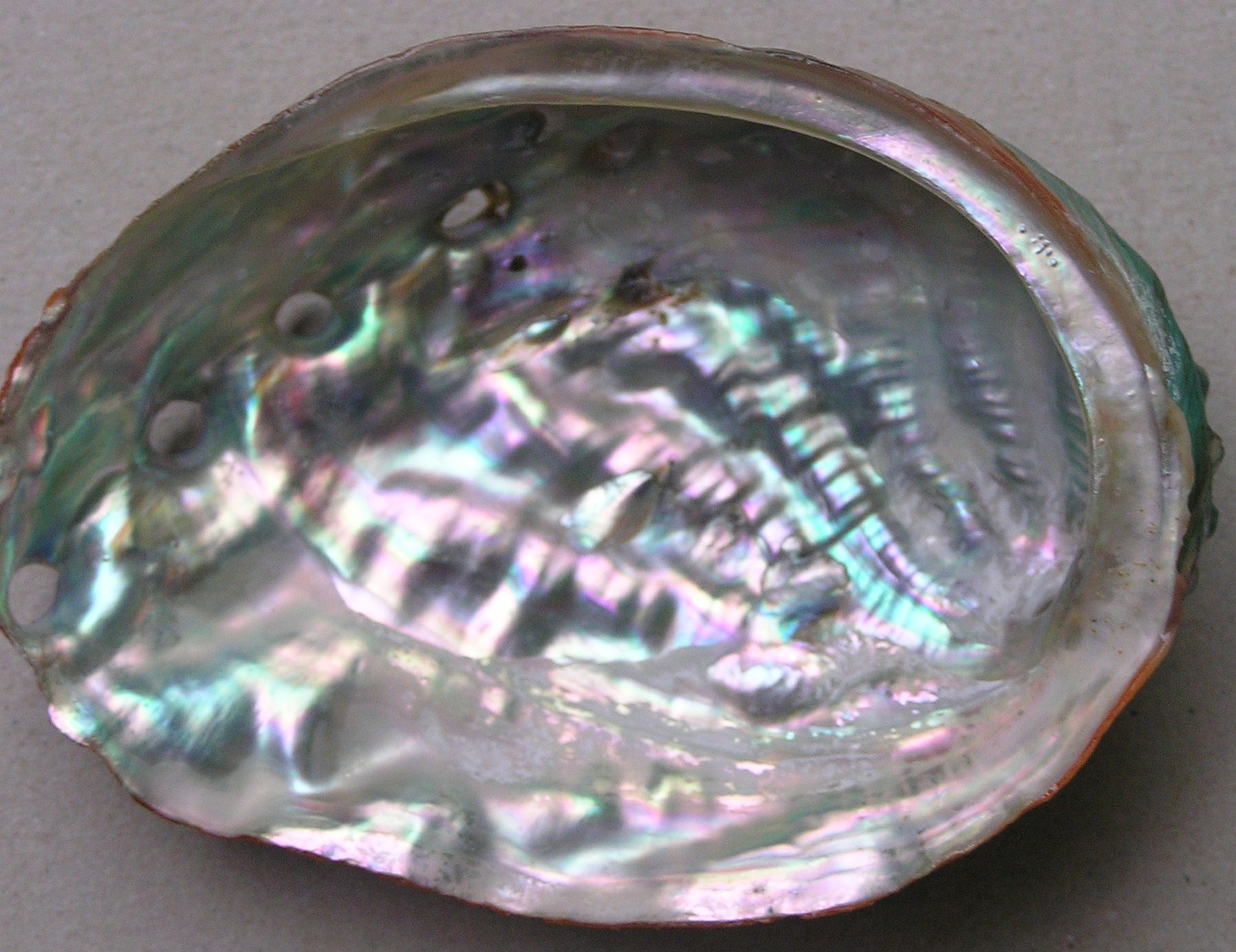
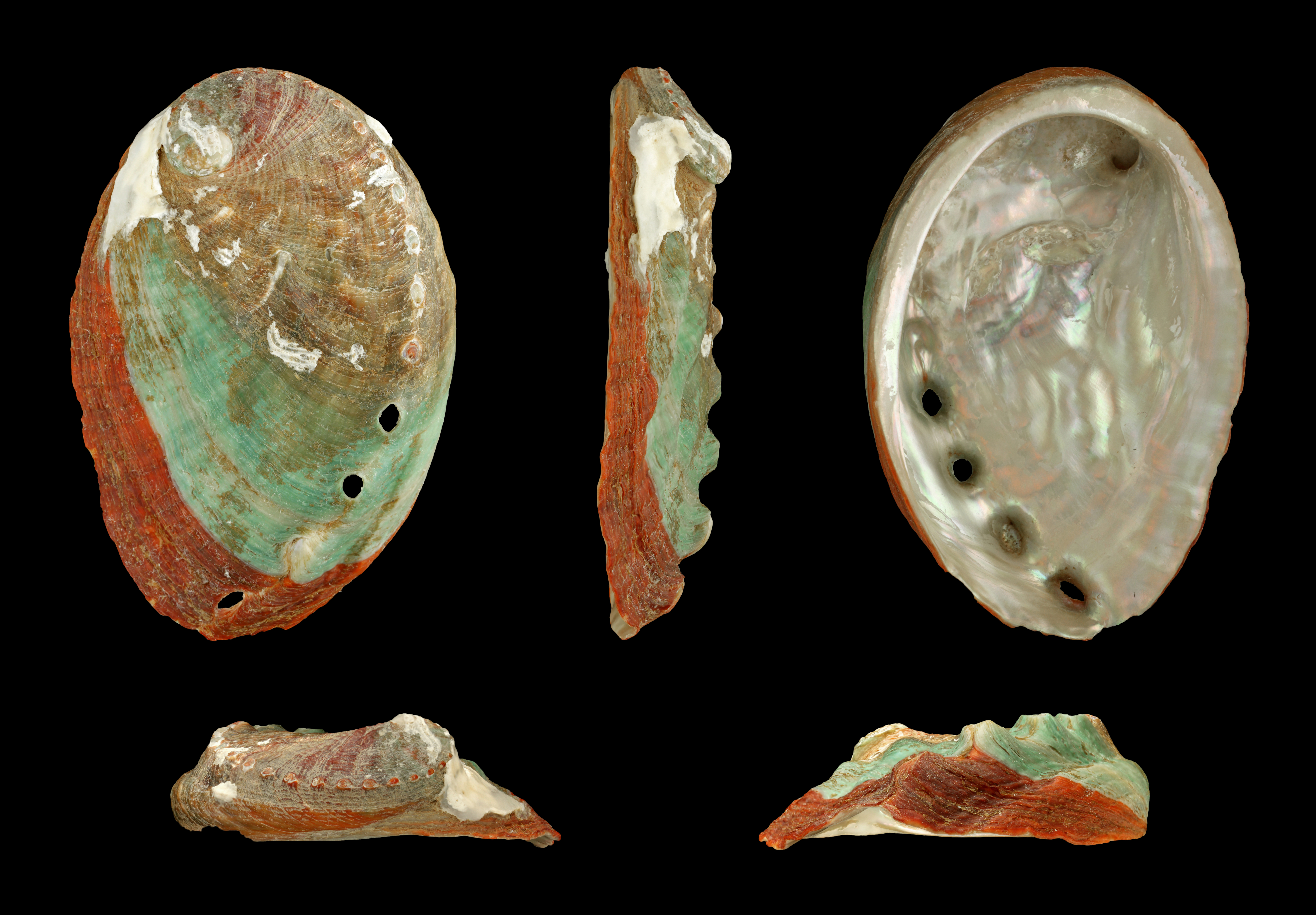
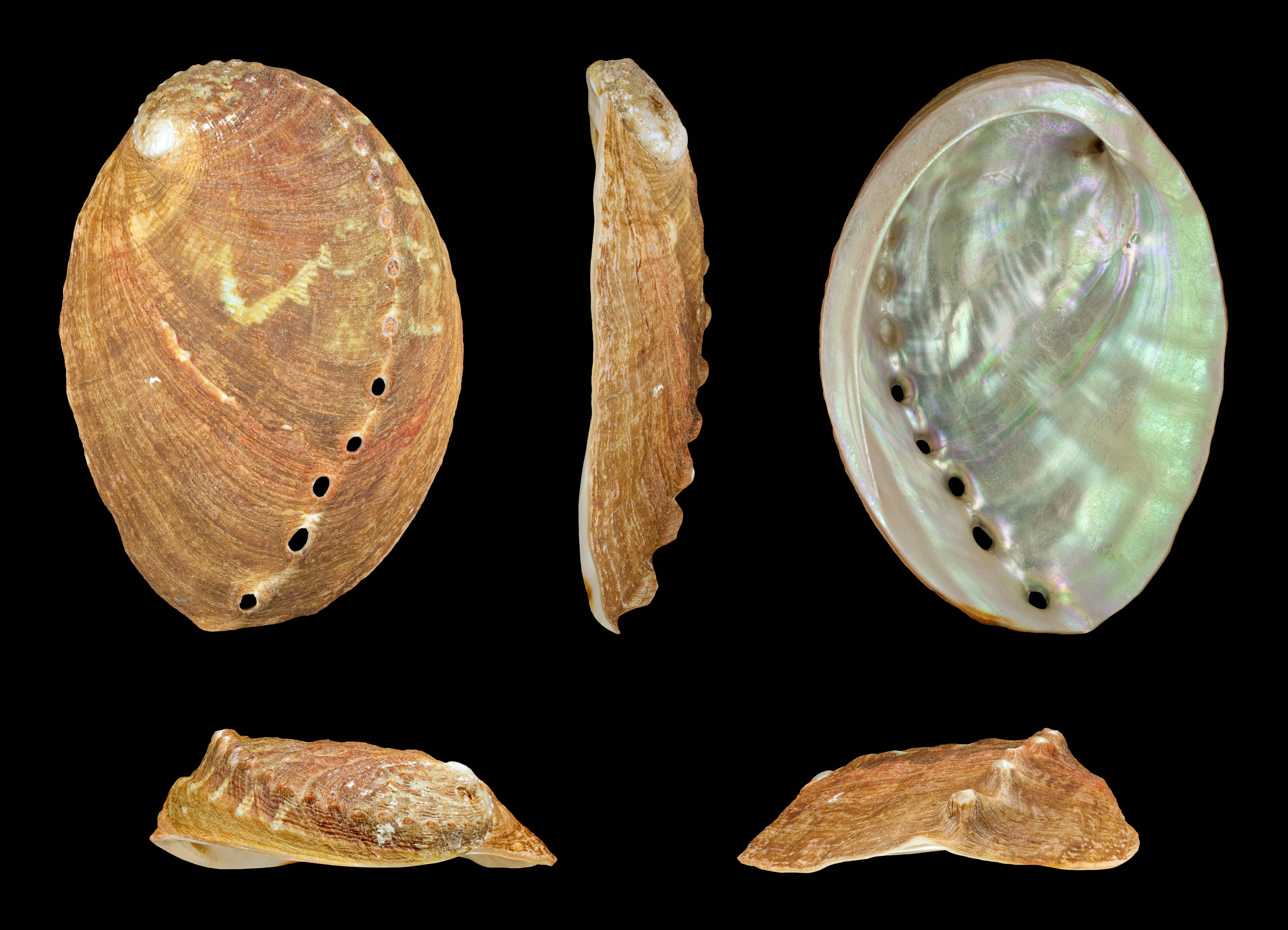